# Khalid Boutaïb
Khalid Boutaïb (Bagnols-sur-Cèze, 24 april 1987) is een Marokkaans-Frans voetballer die doorgaans speelt als spits. In juli 2023 verruilde hij Paris FC voor Pau. Boutaïb maakte in 2016 zijn debuut in het Marokkaans voetbalelftal.

## Clubcarrière
Boutaïb speelde in de jeugd van Bagnols Pont en na een periode bij Uzès keerde hij terug naar Bagnols Pont. Na een jaar werd toch Uzès weer zijn nieuwe club. Na één seizoen in het eerste elftal daar kocht Istres de aanvaller, waarna hij direct verhuurd werd aan Uzès. In de zomer van 2013 stapte de Marokkaan transfervrij over naar Luzenac en een jaar later naar Gazélec Ajaccio. Na twee seizoenen bij die club, waarvan de laatste in de Ligue 1. Na het aflopen van zijn verbintenis stapte Boutaïb over naar RC Strasbourg. Bij deze club maakte de Marokkaanse spits twintig competitiedoelpunten en Strasbourg kroonde zich tot kampioen van de Ligue 2. Boutaïb trok hierop naar Yeni Malatyaspor, waar hij zijn handtekening zette onder een verbintenis voor de duur van twee seizoenen. Na één seizoen verlengde hij zijn verbintenis met een jaar extra, tot medio 2020. Boutaïb verkaste een halfjaar na deze contractverlenging naar Al-Zamalek, dat circa anderhalf miljoen euro voor hem betaalde. In Egypte tekende hij voor drieënhalf jaar. Maar na een jaar besloten club en speler weer uit elkaar te gaan. Na een periode bij Le Havre verkaste Boutaïb in januari 2022 naar Paris FC. Anderhalf jaar later trok Pau hem transfervrij aan.

## Clubstatistieken
| Seizoen | Club             | Competitie             | Competitie | Competitie | Beker | Beker | Internationaal | Internationaal | Totaal | Totaal |
| Seizoen | Club             | Competitie             | Wed.       | Dlp.       | Wed.  | Dlp.  | Wed.           | Dlp.           | Wed.   | Dlp.   |
| ------- | ---------------- | ---------------------- | ---------- | ---------- | ----- | ----- | -------------- | -------------- | ------ | ------ |
| 2011/12 | Uzès             | Championnat National 2 | 33         | 13         | 1     | 0     | —              | —              | 34     | 13     |
| 2012/13 | Istres           | Ligue 2                | 0          | 0          | 1     | 0     | —              | —              | 1      | 0      |
| 2012/13 | → Uzès           | Championnat National   | 24         | 6          | 0     | 0     | —              | —              | 24     | 6      |
| 2013/14 | Luzenac          | Championnat National   | 33         | 8          | 0     | 0     | —              | —              | 33     | 8      |
| 2014/15 | Gazélec Ajaccio  | Ligue 2                | 28         | 6          | 0     | 0     | —              | —              | 28     | 6      |
| 2015/16 | Gazélec Ajaccio  | Ligue 1                | 31         | 6          | 4     | 4     | —              | —              | 35     | 10     |
| 2016/17 | RC Strasbourg    | Ligue 2                | 34         | 20         | 3     | 1     | —              | —              | 37     | 21     |
| 2017/18 | Yeni Malatyaspor | Süper Lig              | 32         | 12         | 1     | 0     | —              | —              | 33     | 12     |
| 2018/19 | Yeni Malatyaspor | Süper Lig              | 16         | 4          | 2     | 1     | —              | —              | 18     | 5      |
| 2018/19 | Al-Zamalek       | Premier League         | 11         | 4          | 0     | 0     | 8              | 1              | 19     | 5      |
| 2019/20 | Al-Zamalek       | Premier League         | 3          | 0          | 0     | 0     | —              | —              | 3      | 0      |
| 2020/21 | Le Havre         | Ligue 2                | 15         | 2          | 1     | 0     | —              | —              | 16     | 2      |
| 2021/22 | Le Havre         | Ligue 2                | 19         | 5          | 1     | 0     | —              | —              | 20     | 5      |
| 2021/22 | Paris FC         | Ligue 2                | 15         | 4          | 0     | 0     | —              | —              | 15     | 4      |
| 2022/23 | Paris FC         | Ligue 2                | 15         | 2          | 1     | 1     | —              | —              | 16     | 3      |
| 2023/24 | Pau              | Ligue 2                | 31         | 9          | 2     | 2     | —              | —              | 26     | 9      |
| 2024/25 | Pau              | Ligue 2                | 1          | 1          | 0     | 0     | —              | —              | 1      | 1      |
| Totaal  | Totaal           | Totaal                 | 341        | 102        | 17    | 9     | 8              | 1              | 366    | 112    |

Bijgewerkt op 23 augustus 2024.

## Interlandcarrière
Boutaïb maakte zijn debuut in het Marokkaans voetbalelftal op 26 maart 2016, toen met 0–1 gewonnen werd van Kaapverdië door een doelpunt van Youssef El-Arabi. De aanvaller moest van bondscoach Hervé Renard op de reservebank beginnen en hij viel vijf minuten voor tijd in voor El Arabi. De andere debutanten dit duel waren Sofiane Boufal (Lille) en Oussama Tannane (Heracles Almelo). In zijn vijfde interland, op 15 november 2016, kwam Boutaïb voor het eerst tot scoren. Togo werd met 2–1 verslagen. Floyd Ayité opende de score nog voor Togo, maar Boutaïb scoorde tweemaal, waardoor Marokko het duel alsnog won. Boutaïb werd in mei 2018 door Renard opgenomen in de selectie van Marokko voor het wereldkampioenschap in Rusland. Op het toernooi werd Marokko in de groepsfase uitgeschakeld door achter Spanje, Portugal en Iran te eindigen. Boutaïb speelde tegen Portugal en Spanje mee en tegen dat laatste land wist hij tot scoren te komen.
| Interlands van Khalid Boutaïb voor Marokko | Interlands van Khalid Boutaïb voor Marokko | Interlands van Khalid Boutaïb voor Marokko | Interlands van Khalid Boutaïb voor Marokko | Interlands van Khalid Boutaïb voor Marokko | Interlands van Khalid Boutaïb voor Marokko | Interlands van Khalid Boutaïb voor Marokko |
| №                                          | Datum                                      | Wedstrijd                                  | Uitslag                                    | Competitie                                 | Goals                                      |                                            |
| Als speler bij Gazélec Ajaccio             | Als speler bij Gazélec Ajaccio             | Als speler bij Gazélec Ajaccio             | Als speler bij Gazélec Ajaccio             | Als speler bij Gazélec Ajaccio             | Als speler bij Gazélec Ajaccio             | Als speler bij Gazélec Ajaccio             |
| ------------------------------------------ | ------------------------------------------ | ------------------------------------------ | ------------------------------------------ | ------------------------------------------ | ------------------------------------------ | ------------------------------------------ |
| 1                                          | 26 maart 2016                              | Kaapverdië – Marokko                       | 0 – 1                                      | AK 2017 kwalificatie                       |                                            |                                            |
| 2                                          | 27 mei 2016                                | Marokko – Congo-Brazzaville                | 2 – 0                                      | Vriendschappelijk                          |                                            |                                            |
| 3                                          | 3 juni 2016                                | Libië – Marokko                            | 1 – 1                                      | AK 2017 kwalificatie                       |                                            |                                            |
| Als speler bij RC Strasbourg               |                                            |                                            |                                            |                                            |                                            |                                            |
| 4                                          | 11 oktober 2016                            | Marokko – Canada                           | 4 – 0                                      | Vriendschappelijk                          |                                            |                                            |
| 5                                          | 15 november 2016                           | Marokko – Togo                             | 2 – 1                                      | Vriendschappelijk                          | 17' 58'                                    |                                            |
| 6                                          | 9 januari 2017                             | Marokko – Finland                          | 0 – 1                                      | Vriendschappelijk                          |                                            |                                            |
| 7                                          | 24 januari 2017                            | Marokko – Ivoorkust                        | 1 – 0                                      | AK 2017                                    |                                            |                                            |
| 8                                          | 24 maart 2017                              | Marokko – Burkina Faso                     | 2 – 0                                      | Vriendschappelijk                          |                                            |                                            |
| 9                                          | 28 maart 2017                              | Marokko – Tunesië                          | 1 – 0                                      | Vriendschappelijk                          |                                            |                                            |
| 10                                         | 31 mei 2017                                | Marokko – Nederland                        | 1 – 2                                      | Vriendschappelijk                          |                                            |                                            |
| Als speler bij Yeni Malatyaspor            |                                            |                                            |                                            |                                            |                                            |                                            |
| 11                                         | 1 september 2017                           | Marokko – Mali                             | 6 – 0                                      | WK 2018 kwalificatie                       | 27'                                        |                                            |
| 12                                         | 5 september 2017                           | Mali – Marokko                             | 0 – 0                                      | WK 2018 kwalificatie                       |                                            |                                            |
| 13                                         | 7 oktober 2017                             | Marokko – Gabon                            | 3 – 0                                      | WK 2018 kwalificatie                       | 38' 56' 72'                                |                                            |
| 14                                         | 11 november 2017                           | Ivoorkust – Marokko                        | 0 – 2                                      | WK 2018 kwalificatie                       |                                            |                                            |
| 15                                         | 23 maart 2018                              | Marokko – Servië                           | 2 – 1                                      | Vriendschappelijk                          | 40'                                        |                                            |
| 16                                         | 31 mei 2018                                | Marokko – Oekraïne                         | 0 – 0                                      | Vriendschappelijk                          |                                            |                                            |
| 17                                         | 4 juni 2018                                | Marokko – Slowakije                        | 2 – 1                                      | Vriendschappelijk                          |                                            |                                            |
| 18                                         | 9 juni 2018                                | Estland – Marokko                          | 1 – 3                                      | Vriendschappelijk                          |                                            |                                            |
| 19                                         | 20 juni 2018                               | Portugal – Marokko                         | 1 – 0                                      | WK 2018                                    |                                            |                                            |
| 20                                         | 25 juni 2018                               | Spanje – Marokko                           | 2 – 2                                      | WK 2018                                    | 14'                                        |                                            |
| 21                                         | 13 oktober 2018                            | Marokko – Comoren                          | 1 – 0                                      | AK 2019 kwalificatie                       |                                            |                                            |
| 22                                         | 16 oktober 2018                            | Comoren – Marokko                          | 2 – 2                                      | AK 2019 kwalificatie                       | 53'                                        |                                            |
| 23                                         | 16 november 2018                           | Marokko – Kameroen                         | 2 – 0                                      | AK 2019 kwalificatie                       |                                            |                                            |
| Als speler bij Al-Zamalek                  |                                            |                                            |                                            |                                            |                                            |                                            |
| 24                                         | 26 maart 2019                              | Marokko – Argentinië                       | 0 – 1                                      | Vriendschappelijk                          |                                            |                                            |
| 25                                         | 12 juni 2019                               | Marokko – Gambia                           | 0 – 1                                      | Vriendschappelijk                          |                                            |                                            |
| 26                                         | 23 juni 2019                               | Marokko – Namibië                          | 1 – 0                                      | AK 2019                                    |                                            |                                            |

Bijgewerkt op 23 augustus 2024.

## Erelijst
| Ligue 2 | 1 | 2016/17 |